# Klikk (játék)
A Klikk egyszemélyes, absztrakt táblás játék. A győzelemhez az összes táblát el kell tüntetni a pályáról.

## Játék menet
A játék egy 18x12-es táblán játszódik, különböző színű táblákkal.
Ezeket a kell eltüntetni a pályáról, úgy, hogy az azonos színű, – minimum kettő – függőlegesen és vízszintesen is egymást érintő táblahalmazokra rákattintunk.
Ezek kattintásra eltűnnek, a többi meg egymás mellé tolódik, vagy ha voltak az eltüntetett táblák felett is, akkor azok lejjebb esnek.
A játék akkor ér véget, ha eltűnt az összes tábla, illetve ha már csak olyanok maradnak, amiket nem lehet leszedni, mert nincs annyi azonos színű egymás mellett. Ez utóbbi esetben a játékos csak az addig elért pontszámát kapja meg.